# EKZ CrossTour Baden 2014
De 4e editie van de EKZ CrossTour Baden werd gehouden op 14 september 2014 in Baden. De wedstrijd maakte deel uit van de EKZ CrossTour 2014. In 2013 won de Duitser Philipp Walsleben. Deze editie werd gewonnen door de Fransman Francis Mourey.

## Mannen elite

### Uitslag
| Plaats  | Naam                   | Ploeg                         | Tijd    | Punten |
| ------- | ---------------------- | ----------------------------- | ------- | ------ |
| Winnaar | Francis Mourey         | FDJ.fr                        | 59'16"  | 100    |
| 2       | Philipp Walsleben      | BKCP-Powerplus                | + 9"    | 80     |
| 3       | Bryan Falaschi         | Selle Italia-Guerciotti       | + 12"   | 70     |
| 4       | Michael Vanthourenhout | Sunweb-Napoleon Games         | + 21"   | 65     |
| 5       | Jens Adams             | Vastgoedservice-Golden Palace | + 23"   | 60     |
| 6       | Clément Venturini      | Cofidis                       | + 32"   | 58     |
| 7       | Dieter Vanthourenhout  | Sunweb-Napoleon Games         | + 37"   | 56     |
| 8       | Lukas Flückiger        | BMC                           | + 39"   | 54     |
| 9       | Lars Forster           | Tower Sports-VC Eschenbach    | z.t.    | 52     |
| 10      | Marcel Wildhaber       | Scott-Odlo                    | + 1'18" | 50     |
| 11      | 0                      |                               |         |        |
| 12      | 0                      |                               |         |        |
| 13      | 0                      |                               |         |        |
| 14      | 0                      |                               |         |        |
| 15      | 0                      |                               |         |        |
|         |                        |                               |         |        |
| 14      | David van der Poel     | BKCP-Powerplus                | + 2'02" | 42     |

| Pos. | Punten |
| ---- | ------ |
| 1    | 80     |
| 2    | 60     |
| 3    | 40     |
| 4    | 30     |
| 5    | 25     |
| 6    | 20     |
| 7    | 17     |
| 8    | 15     |
| 9    | 12     |
| 10   | 10     |
| 11   | 8      |
| 12   | 5      |
| 13   | 4      |
| 14   | 2      |
| 15   | 1      |

## Vrouwen elite

### Uitslag
| Plaats  | Naam                   | Ploeg                          | Tijd       | Punten |
| ------- | ---------------------- | ------------------------------ | ---------- | ------ |
| Winnaar | Eva Lechner            | Colnago Südtirol               | 41'24"1    | 100    |
| 2       | Nicole Koller          | TowerSports-VC Eschenbach      | + 19'5"    | 80     |
| 3       | Sanne Cant             | Enertherm-BKCP                 | + 2'57"5   | 70     |
| 4       | Sina Frei              | jb Felt Team                   | + 4'02"8   | 65     |
| 5       | Katrien Thijs          | Kleur op maat cycling Team     | + 4'48"4   | 60     |
| 6       | Lizzy Witlox           | Kleur op Maat Cycling Team     | + 5'07"2   | 58     |
| 7       | Juliette Labous        | Vélo Club des Cantons de Morte | + 5'12"3   | 56     |
| 8       | Stephanie Vaxillaire   | ps semur                       | + 5'26"1   | 54     |
| 9       | Reza Hormes-Ravenstijn | Orange Babies Cycling Team     | + 6'09"0   | 52     |
| 10      | Mirjam Gysling         | Haibike by Wolf Cycling        | + 6'47"6   | 50     |
| 11      | Margriet Kloppenburg   | Team Bergamont Bicycles by BMC | + 7'09"3   | 48     |
| 12      | Jennifer Säsesser      | BH-Cycling-Team                | + 7'51"9   | 46     |
| 13      | Olivia Hottinger       | GRAB Offroad Cycling Team      | - 1 ronde  | 44     |
| 14      | Livia Hanesova         | Slovakia National Team         | - 1 ronde  | 42     |
| 15      | Svenja Wüthrich        | The Fighters Wallisellen       | - 1 ronde  | 40     |
| 16      | Martina Kukulova       | STEVENS BIKES - EMILIO SPORT   | - 1 ronde  | 38     |
| 17      | Lydia Bernhard         | VC Hohentwiel Singen           | - 1 ronde  | 36     |
| 18      | Flurina Glaus          | Thömus Racing Team             | - 1 ronde  | 34     |
| 19      | Karolina Viktorova     | KOOPERATIVA SG JABLONEC        | - 1 ronde  | 32     |
| 20      | Tanja Schmid           | BH-Cycling-Team                | - 2 rondes | 30     |

| Pos. | Punten |
| ---- | ------ |
| 1    | 80     |
| 2    | 60     |
| 3    | 40     |
| 4    | 30     |
| 5    | 25     |
| 6    | 20     |
| 7    | 17     |
| 8    | 15     |
| 9    | 12     |
| 10   | 10     |
| 11   | 8      |
| 12   | 5      |
| 13   | 4      |
| 14   | 2      |
| 15   | 1      |

 EKZ CrossTour Baden · 
 EKZ CrossTour Dielsdorf · 
 EKZ CrossTour Hittnau · 
 EKZ CrossTour Eschenbach